# Крикова, Валентина Ивановна
Валентина Ивановна Крикова (бел. Валянціна Іванаўна Кры́кава; род. 13 ноября 1930, Ленинград, РСФСР, СССР) — советская и белорусская артистка балета, народная артистка БССР (1964).

## Биография
Родилась 13 ноября 1930 года в Ленинграде.
В 1947 году окончила Ленинградское хореографическое училище, после чего перебралась в Минск.
В 1947—1968 годах танцевала на сцене Государственного театра оперы и балета БССР. Исполнила партии Ванды («Соловей» М. Е. Крошнера), Женщины в чёрном («Свет и тени» Г. М. Вагнера), Заремы («Бахчисарайский фонтан» Б. В. Асафьева), Мачехи («Золушка» С. С. Прокофьева) и др.
В статье для БелСЭ искусствовед Ю. М. Чурко отмечает, что исполнение Валентины Криковой отличалось «высокой профессиональной культурой, мягкой пластикой движений, чётким акцентом на индивидуальных чертах характера персонажей».
Параллельно с работой в театре с 1956 года преподавала в Минском хореографическом училище.
После завершения карьеры танцовщицы вернулась в Ленинград, в 1969—1978 годах возглавляла детский хореографический коллектив.